# よされ節
よされ節（-ぶし）は東北地方に伝わる民謡。「よされ」という囃し言葉を含み、津軽三味線や太鼓などで演奏されるにぎやかな曲調が特徴。『津軽よされ節』、『黒石よされ節』、『南部よしゃれ節』などの種類がある。
『津軽よされ節』は『津軽じょんから節』、『津軽小原節』と並び「津軽三ツ物」と呼ばれる津軽民謡の代表曲のひとつとされている。

## 歴史
起源は19世紀前半で、西日本のはやり歌が東北地方に伝わり、広まったとされる。

## 「よされ」の意味
「よされ」の意味、語源は諸説ある。
世去れ
貧困や凶作の世は去れ、という意味。実際に漢字で「世去れ節」と書かれることもあり、この説がもっとも有力とされる。
「よしなさい」の意味
余去れ
「余（私）は去る、後はよろしく」または、宴会に一部の人が残り、他の余った人たちは去れという意味。
寄され
人が集まるように促す掛け声。
夜さり（「夜になるころ」または単に「夜」の意味）
一説に、西日本のはやり歌で「夜さり」だったのが、東北地方に伝わった後「世去れ」の意味が込められたとも。また、「よされ」は「夜に近づく」という意味の古語「夜さる（よさる）」の命令形とも。
かつて東北地方では凶作のため口減らしが行われたため、「人が世を去れ」や口減らしで「余った人は去れ」という意味だとする説も。また、三味線の音や泣くようす、雪が降るさまなどの、擬声語・擬態語として位置づけられることもあり、厳しい寒さが「世から去れ」と言っているように形容されているともいわれる。
また、上記にあげた意味のうち複数を同時に表しているとする説もあり、飢饉などで苦しい時は「世去れ」、平時には「仕事はよして宴を楽しもう」という意味が込められているという見方もある。

## よされ節をもとにした歌謡曲
- 岸千恵子 -『千恵っ子よされ』
- 石上久美子 -『世去れ三味線』
- 司千恵子 - 『よされ海峡』
- 清水まり子 - 『よされ川』
- 宮下和香 - 『よされ岬』
- 金沢明子 - 『雪よされ』
- 高木京子 - 『ヨサレ流れ旅』
- 岡本賢 - 『男・望郷よされ節』
- 広野ゆき - 『望郷よされ』
- 小林旭 - 『世去れのお涼』
- みち乃く兄弟 - 『じょんがらよされ節』

またこれらの楽曲の歌詞に「お岩木」（岩木山、岩木川）がしばしば登場する。